# Hällhamnskatatjärnen
Hällhamnskatatjärnen är en sjö i Kalix kommun i Norrbotten och ingår i Töreälven-Vitåns kustområde. Sjön har en area på 0,0525 kvadratkilometer och ligger 6,1 meter över havet.

## Delavrinningsområde
Hällhamnskatatjärnen ingår i det delavrinningsområde (730863-181963) som SMHI kallar för Rinner till Båtöfjärden. Medelhöjden är 25 meter över havet och ytan är 5,64 kvadratkilometer. Det finns inga avrinningsområden uppströms utan avrinningsområdet är högsta punkten. Avrinningsområdets utflöde mynnar i havet, utan att ha någon enskild mynningsplats.